# Монтефалконе нел Санио
Монтефалконе нел Санио (итал. Montefalcone nel Sannio) је насеље у Италији у округу Кампобасо, региону Молизе.
Према процени из 2011. у насељу је живело 1480 становника. Насеље се налази на надморској висини од 607 м.

## Становништво
| 1931. | 1936. | 1951. | 1961. | 1971. | 1981. | 1991. | 2001. | 2011. |
| ----- | ----- | ----- | ----- | ----- | ----- | ----- | ----- | ----- |
| 3.317 | 3.323 | 3.360 | 3.189 | 3.016 | 2.420 | 2.075 | 1.866 | 1.650 |